# London Calling
| Recensione     | Giudizio       |
| -------------- | -------------- |
| AllMusic       |                |
| OndaRock       | Pietra Miliare |
| Piero Scaruffi |                |

London Calling è un album doppio dei The Clash uscito nel 1979, con il quale il gruppo si impose negli Stati Uniti. L'album si compone di 19 brani, accreditati a Joe Strummer e Mick Jones, tranne The Guns of Brixton di Paul Simonon, Brand New Cadillac di Vince Taylor e Revolution Rock di Jackie Edwards e Danny Ray.
Il disco presenta una notevole complessità compositiva e mescolanza dei generi: sebbene non vi siano ravvisabili canzoni classificabili come puro punk, vi sono pezzi ska, come Wrong'em Boyo, insieme a brani pop come Lost in the Supermarket; altri generi in cui spazia l'album sono il reggae, il rockabilly, il rhythm and blues, il jazz.
London Calling compare nella lista dei 500 migliori album secondo Rolling Stone alla posizione numero 8, considerato sempre da Rolling Stone come il migliore album degli anni ottanta, essendo uscito per il mercato statunitense nel gennaio del 1980.
Con oltre due milioni di copie vendute nel mondo, l'album è stato certificato disco di platino nel Regno Unito, oltre che negli Stati Uniti, dando una notorietà a livello mondiale al gruppo.

## Descrizione
(Topper Headon)

### Produzione e registrazione

#### La produzione
I primi lavori per l'album sono iniziati dopo il tour negli Stati Uniti successivo all'uscita di Give 'Em Enough Rope. I Clash, dopo aver rotto con Bernie Rhodes ed aver conseguentemente perso lo studio, hanno iniziato le prove al "Vanilla", uno studio prove di Londra. Lì, in un'atmosfera giocosa ed intensa, hanno iniziato a produrre le prime nuove canzoni.
Johnny Green, assistente dei Clash, disse riguardo al clima durante le prove e la registrazione del disco:
(Johnny Green)
La sperimentazioni musicali del gruppo durante quel periodo sarebbero state inconcepibili senza il batterista Topper Headon:
(Topper Headon)
I Clash riuscirono ad imporre alla casa discografica un produttore scelto da loro, e optarono per Guy Stevens. La successiva produzione ai Wessex Studio della CBS, da parte di Guy Stevens, fu particolarmente agitata, grazie all'esuberanza di Guy che manteneva alta la tensione per ottenere maggiore impegno e migliori risultati.
(Mick Jones)
Bill Price, l'ingegnere del suono dei Clash, disse in seguito riguardo alla decisione presa dal gruppo di scegliere Guy Stevens come produttore:
(Bill Price)
Guy Stevens riguardo al lavoro coi Clash disse:
(Guy Stevens)
Molti retroscena sulla produzione dell'album sono stati raccolti (testimonianze, video ecc.) nell'ultima ristampa in box, London Calling: 25th Anniversary Edition.
(Paul Simonon)

#### Registrazione
Nel clima prodotto da Guy Stevens in studio, i Clash registrarono una gran quantità di materiale, principalmente composto da canzoni del gruppo, ma registrarono anche tre canzoni altrui, Brand New Cadillac, di Vince Taylor; Wrong 'Em Boyo, accreditato a Clive Alphonso; e Revolution Rock di Jackie Edwards e Danny Ray. Il primo giorno di registrazione i Clash suonarono Brand New Cadillac, quando finirono la canzone, Guy Stevens urlò: "Ci siamo! L'ho registrata!". Il gruppo gli spiegò che si trattava solo di una prova, ma il produttore insisteva sull'averla registrata; Topper Headon precisò a Stevens che il ritmo era troppo accelerato, e Guy rispose: "Tutto il rock accelera!".
(Topper Headon)
Il procedimento seguito per registrare il disco fu particolarmente complesso. Infatti prima il gruppo eseguiva una canzone come se la stessero facendo dal vivo, mentre il produttore saltava per lo studio urlando grida di incoraggiamento. Di queste registrazioni venivano mantenute principalmente la batteria e la chitarra ritmica, poi Mick Jones creava la spesso complessa rete di chitarre, e Paul Simonon registrava il basso. In seguito venivano aggiunti percussioni, chitarre acustiche, pianoforti e fiati. Nel disco vennero registrati anche numerosi effetti sonori, come in London Calling, dove è presente il grido di un gabbiano aggiunto alle chitarre suonate al contrario.
(Mick Jones)

### La copertina
La copertina del vinile di London Calling, poi ripresa dalle successive edizioni su CD, è celebre per la fotografia di Paul Simonon che spacca il basso sul palco e per la grafica che riprende il primo album di Elvis Presley. L'immagine volle essere un omaggio a Presley, primo cantante di rock and roll bianco, con cui si vollero comparare per la temerarietà nelle scelte musicali e per indicare il loro riavvicinamento alle radici del rock.
La foto di Simonon è spontanea, e fu scattata da Pennie Smith, fotografa al seguito dei Clash, durante il concerto al Palladium di New York, il 21 settembre 1979.

## Tracce
Tutti i brani sono accreditati a Joe Strummer e Mick Jones, dove non altrimenti specificato.
1. London Calling – 3:20
2. Brand New Cadillac – 2:08 (Vince Taylor)
3. Jimmy Jazz – 3:54
4. Hateful – 2:44
5. Rudie Can't Fail – 3:29
6. Spanish Bombs – 3:18
7. The Right Profile – 3:54
8. Lost in the Supermarket – 3:47
9. Clampdown – 3:49
10. The Guns of Brixton – 3:09 (Paul Simonon)
11. Wrong'em Boyo – 3:10 (Clive Alphonso, accreditato come "Alphanso")
12. Death or Glory – 3:55
13. Koka Kola – 1:47
14. The Card Cheat – 3:49
15. Lover's Rock – 4:03
16. Four Horsemen – 2:55
17. I'm Not Down – 3:06
18. Revolution Rock – 5:33 (Jackie Edwards, Danny Ray)
19. Train in Vain – 3:09

Durata totale: 64:59

## Formazione

### Gruppo
- Joe Strummer – voce, chitarra ritmica, pianoforte
- Mick Jones – chitarra solista, voce, pianoforte
- Paul Simonon – basso, voce
- Topper Headon – batteria, percussioni

### Altri musicisti
- Mickey Gallagher - organo Hammond
- The Irish Horns - fiati

### Crediti
- Guy Stevens - produzione
- Bill Price - capo ingegneria del suono
- Jerry Green - ingegneria del suono
- Pennie Smith - fotografia
- Ray Lowry - design

## Riconoscimenti
London Calling compare nella lista dei 500 migliori album secondo Rolling Stone alla posizione numero 8, considerato sempre da Rolling Stone come il migliore album degli anni ottanta, pur essendo uscito nel dicembre 1979.

## Classifiche

### Classifiche settimanali
| Classifica (1979/80) | Posizione massima |
| -------------------- | ----------------- |
| Australia            | 16                |
| Austria              | 17                |
| Canada               | 12                |
| Francia              | 4                 |
| Norvegia             | 4                 |
| Nuova Zelanda        | 12                |
| Regno Unito          | 9                 |
| Stati Uniti          | 27                |
| Svezia               | 2                 |

### Classifiche di fine anno
| Classifica (1980) | Posizione |
| ----------------- | --------- |
| Canada            | 57        |
| Nuova Zelanda     | 37        |
| Regno Unito       | 65        |
| Stati Uniti       | 49        |